# 淀城之戰
淀城之戰，是天正元年織田信長派遣木下藤吉郎、細川藤孝攻擊三好氏的淀城，城主岩成友通戰敗身亡，淀城遭到織田氏攻陷。

## 戰況
織田信長在槙島城之戰後放逐了將軍足利義昭，接續派出木下藤吉郎、細川藤孝、三淵藤英在8月2日進攻足利家的淀城，城主岩成友通跟番頭大炊頭、諏訪飛驒守三人雖駐守城池，城內兵力有500人、2000人的說法，而細川藤孝的部隊集結了山城國、丹波國的武士，兵力約2千人，但番頭・諏訪兩人卻被木下藤吉郎策反，在戰事中作為內應開城，細川藤孝的部隊順利攻入城中。
織田軍跟番頭・諏訪兩人內外夾擊下，岩成友通陷入孤立局面，激戰之中遭到細川藤孝家的家臣中下津權内在橋上交手，下津權内的力氣不如岩成友通，但下津權内較為擅長水性，遂抱著岩成友通跳入河中，在水中交手，下津權内終成功討取岩成友通，淀城遭到織田家攻陷，城兵陣亡340人。
下津權內帶著岩成友通的首級回到高島的陣地參見織田信長，信長為賞賜其戰功，將身上穿著的甲胄脱下贈與下津權內，織田信長在8月4日領軍回轉岐阜城，而細川藤孝也因此回戰功，獲得長岡、桂川一帶的領地。